# كاميرون جوردن
كاميرون جوردن (بالإنجليزية: Cameron Jordan)‏ (و. 1989  م) هو لاعب كرة قدم أمريكية، من الولايات المتحدة، ولد في تشاندلر، يلعب كطرف دفاعي ‏.

## التعليم
تعلم في Chandler High School (Arizona) ‏.

## روابط خارجية
- كاميرون جوردن على موقع إي إس بي إن.كوم (أن.أف.أل)3
- كاميرون جوردن على موقع مرجع كرة القدم المحترفة.كوم (الإنجليزية)